# Feux de brousse de 2006 en Australie
Une saison de feu de forêt modérément étendue, en particulier dans l'ouest de l'État de Victoria où les incendies sont les plus importants, s'est produite en janvier 2006, les conditions ayant persisté dans tout l'État.

## Chronologie

### Janvier
Les feux de brousse dans l'État de Victoria sont importants en janvier. Ils causent la mort de 4 personnes et la destruction de 57 maisons. Le jour de l'Australia Day, un pompier volontaire trouve la mort dans ces incendies. Des pyromanes sont accusés d'avoir allumé des feux qui se sont propagés. Deux personnes sont mortes dans les monts Grampians lorsque leur voiture est détruite par les incendies du mont Lubra,.

### Septembre
Le 24 septembre 2006, des incendies se déclarent à divers endroits des régions australiennes telles que dans les Hautes Terres du sud, Shoalhaven Heads, Hawkesbury et Région de l'Hunter, en Nouvelle-Galles du Sud. 
Sept maisons sont brûlées, dont quatre à Picton, ainsi qu'à Thirlmere et Oakdale. Le vent, qui vient de l'ouest et du nord-ouest, alimente les conditions de l'incendie, entravant la lutte contre le feu menée par le service des pompiers ruraux de Nouvelle-Galles du Sud.

### Octobre
Le 12 octobre 2006, des feux de brousse embrasent certaines parties de la côte est de Hobart, attisés par des vents violents et des températures anormalement élevées et ne causent pas de dégâts.

### Novembre
Fin novembre, la ville de Sydney est envahie de fumée après que des incendies font rage dans les montagnes Bleues. L'un des principaux incendies est déclenché par la foudre, dans le parc national des Montagnes Bleues, le 13 novembre. Certaines personnes estiment que la forêt de gommiers bleus de la vallée de Grose River est endommagée par le feu, bien que cela reste à prouver scientifiquement,.
Le 28 novembre 2006, la foudre provoque 15 incendies dans la Riverina, les principaux étant à l'ouest de Narrandera où environ 10 km2 de propriétés privées sont brûlées, et au nord-est de Narrandera où plus de 12 km2 de propriétés privées et de brousse sont détruites.
De grands feux de brousse se déclarent dans le Pilbara pendant plus d'une semaine, forçant la fermeture du parc national de Karijini. Plus de 150 000 hectares sont ravagés près du parc national, du relais routier d'Auski et de la station de Mulga Downs.